# Final Fantasy Tactics
Final Fantasy Tactics (jap. ファイナルファンタジータクティクス Fainaru Fantajī Takutikusu) – gra taktyczna z elementami jRPG wyprodukowana i wydana przez Square Co., Ltd. na konsolę Sony PlayStation. Tytuł ten stanowi jeden ze spin-offów serii jRPG Final Fantasy - od głównych części różni się rozgrywką. Na Playstation Portable ukazała się rozszerzona wersja tej gry, nazwana Final Fantasy Tactics: The War of the Lions. Gra jest osadzona w czasach wojny w świecie Ivalice, głównym bohaterem jest Ramza Beoulve. Square Enix wydało dwa sequele oraz grę z serii głównej Final Fantasy - Final Fantasy XII, której akcja osadzona jest w tym samym świecie.

## Rozgrywka
Rozgrywka dzieli się na dwie części – część fabularną i bitwy. Część fabularna to czas w którym gracz poznaje fabułę, odwiedza miasta, czy zdobywa nowe przedmioty. Bitwy zaś toczą się na trójwymiarowych polach, złożonych z kwadratów, gracz do nich wybiera swoją drużynę i walczy z jednostkami wroga. Widok na pola bitew można przełączać co 90 stopni. Każda z podwładnych postaci różni się klasą i statystykami, i może zdobywać punkty doświadczenia, by wejść na kolejne poziomy. Sam system walki jest podobny do wielu innych japońskich strategii fabularnych, opartych na turach, jak Tactics Ogre – jednostki ruszają się w określonej kolejności, o określoną statystykami i rodzajem terenu liczbę pól, oraz mogą atakować wroga, który znajduje się w zasięgu broni. Część jednostek ma także dostęp do magii.